# Diplôme de technicien supérieur en imagerie médicale
Le diplôme de technicien supérieur ou DTS, en forme longue diplôme de technicien supérieur en imagerie médicale, est un diplôme attestant une qualification professionnelle, généralement délivré après trois ans d'études. Il existe qu'un seul DTS en France reconnu au RNCP, le DTS en imagerie médicale et radiologie thérapeutique permettant d'exercer la profession de manipulateur en électroradiologie médicale.
Le DTS peut s'effectuer dans les facultés universitaires, les écoles spécialisées comme les Instituts de Formation de Manipulateurs d'Électroradiologie Médicale (IFMEM) ou encore les centres hospitaliers universitaires. Au sein de ses établissements de formation, les étudiants apprennent à réaliser des radios et utiliser des rayons ionisants, afin de diagnostiquer des problèmes médicaux éventuels, tels que les tumeurs ou les fractures.
À la fin de son cursus, l'étudiant devra maîtriser les connaissances du matériel radiologique utilisé, les techniques de radiographie, l'assistance du médecin radiologue, la préparation et la mise en place des patients, l'exécution des examens digestifs, urinaires, vasculaires.